# حامد فلاح زاده
خطأ لوا في mw.text.lua على السطر 25: bad argument #1 to 'match' (string expected, got nil).
حامد فلاح زاده (6 نوفمبر 1986) هو لاعب كرة قدم إيراني يلعب في صفوف نادي صنعت نفط عبادان.